# Чаласан, Неманья
Неманья Чаласан (серб. Немања Ћаласан; род. 17 марта 1996, Суботица, Воеводина) — сербский футболист, защитник клуба «Елимай».

## Клубная карьера
Футбольную карьеру начал в 2014 году в составе клуба «Спартак» Суботица.
В 2019 году подписал контракт с клубом «Шавеш».
В 2021 году перешёл в португальский клуб «Лейшойнш».
В январе 2025 года подписал контракт с клубом «Елимай».

## Карьера в сборной
29 января 2017 года дебютировал за сборную Сербии в матче против сборной США (0:0).

## Статистика
| Игровая карьера | Игровая карьера    | Игровая карьера | Лига | Лига | Кубок | Кубок | Межд. | Межд. | СК | СК |
| --------------- | ------------------ | --------------- | ---- | ---- | ----- | ----- | ----- | ----- | -- | -- |
| 2023/2024       | Чукарички          | А               | 4    | 0    | —     | —     | —     | —     | —  | —  |
| 2023/2024       | Спартак (Суботица) | А               | 25   | 0    | 1     | 0     | —     | —     | —  | —  |
| 2024/2025       | Спартак (Суботица) | А               | 16   | 0    | 1     | 0     | —     | —     | —  | —  |
| 2025            | Елимай             | А               | —    | —    | —     | —     | —     | —     | —  | —  |